# 忍者服部君 (游戏)
《忍者小靈精》是一款由Hudson Soft公司于1986年制作的游戏，改編自同名漫画《忍者哈特利》。此游戏僅於日本地区发行。
本游戏为纵向卷轴的动作游戏，由玩家控制哈特利，穿过各种复杂的地形，其中主要为树林。